# تندرستی
تَندُرُستی یا سَلامَتی عبارت است از تأمین رفاه کامل جسمانی و روانی و اجتماعی انسان. بنابر تعریف سازمان بهداشت جهانی، تندرستی تنها فقدان بیماری یا نواقص دیگر در بدن نیست بلکه «نداشتن هیچ‌گونه مشکل روانی، اجتماعی، اقتصادی و سلامت جسمانی برای هر فرد جامعه است.»
سلامتی در فرهنگ احساس تندرستی و شادابی است و همچنین تناسب اعضای مختلف بدن با یکدیگر.
امروزه اهمیت توسعه بهداشت عمومی برای برقراری عدالت اجتماعی در حوزه سلامت بر هیچ‌کس پنهان نیست.
سلامتی جسمی شامل همه قابلیت‌های جسمی بدن است. به فرد یا پدیده‌ای که دارای تندرستی باشد، تندرست یا سالِم گفته می‌شود.
حس تندرستی در افراد متفاوت است و دو فرد در شرایط جسمانی یکسان ممکن است قضاوت متفاوتی در مورد تندرستی خود یا دیگران بکنند. برای نمونه یک فرد معلول می‌تواند خود را کاملاً تندرست حس کند در حالی که اطرافیانش او را ناسالم بدانند. البته افرادی که بیماری‌های شدید دارند معمولاً از سوی خود و دیگران سالم به‌شمار نمی‌آیند.
واژهٔ سالم در مورد پدیده‌های گوناگون، برای نمونه اقتصاد، فضا و محیط زیست هم کاربرد دارد.

## مؤلفه‌های زندگی سالم

### مؤلفه‌های جسمانی
- عوامل ژنتیکی
- تغذیه سالم: سبزیجات، شیر، میوه‌ها و غیره.
- محیط زیست سالم: هوای پاک، آب پاکیزه، خاک نیالوده، نور کافی و غیره.
- محیط امن برای تن: جامه کافی، گرما، سرپناه و غیره.
- خواب کافی: داشتن زمان کافی برای استراحت و آسایش.
- داشتن رابطه خوب با پیرامونمان (برای نمونه با دوستان و هم‌کاران)
- شرایط سالم کاری، برای نمونه: (نبود ترس و فشار مزمن در محل کار)

### مؤلفه‌های روحی-روانی
- عشق: توانایی دوست داشتن و محبوب کسی/کسانی بودن
  - داشتن شریک زندگی، فرزند، خانواده و اطرافیان
  - دوستی، مردم‌داری، مهارت‌های اجتماعی
- توجه به خود، اعتماد به نفس
  - موفقیت و به رسمیت شناخته شدن از سوی دیگران، دریافت واکنش‌های مثبت از سوی دیگران (بازخورد)
- امنیت و آرامش: حس امنیت اقتصادی، اجتماعیٔ سیاسی و …، حس امنیت روحی در مورد مفهوم زندگی
- آزادی: آزادی بیان، آزادی عقیده و آزادی عمل غیره.
  - خلاقیت: فعالیت‌های آفرینش‌گرانه و بازی‌ها
- وابستگی:
  - وابستگی به شریک زندگی، دوستان یا دیگران
  - قابلیت دعوا و آشتی
  - تجربه کردن و خاطره‌های باارزش

## سلامت روان
سلامت روان به اندازه سلامت جسم در حفظ سلامت و تندرستی عمومی افراد نقش دارد. سلامت روان زمانی تأمین می‌شود که فرد از نظر روانی در آرامش کامل به سر ببرد. یکی از راه‌های تأمین سلامت روان، دوری از استرس‌های روزمره است. هرچند که سلامت روان خیلی از ما تحت تأثیر استرس قرار دارد و شاید خیلی‌های ما بگوییم که دوری از استرس کار چندان ساده‌ای نیست، اما یک ترفند ساده برای رسیدن به آرامش، سلامت روان و دوری از استرس، کنار گذاشتن تلفن همراه، حداقل در زمان‌های استراحت یا بودن در کنار خانواده است. یکی دیگر از راه‌های رسیدن به سلامت روان، حمایت عاطفی اعضای خانواده از یکدیگر است.
اگر اعضای خانواده بتوانند در مشکلات کوچک و بزرگ در کنار هم باشند، می‌توانند تاحد قابل قبولی باعث ایجاد آرامش در خانه و حفظ سلامت روان تک‌تک اعضای خانواده شوند. سلامت روان، به نکته دیگری که همان خواب آرام باشد هم بستگی دارد. زمانی ما می‌توانیم توقع حفظ سلامت روان خود را داشته باشیم که بتوانیم خواب آرامی را در طول شب تجربه کنیم. خواب ناکافی یا بی‌خوابی‌های مداوم، تأثیری به شدت منفی بر سلامت روان می‌گذارد و فرد را دچار خستگی، اضطراب و در موارد شدیدتر، بدخلقی و عصبانیت می‌کند.
سلامت روان مسئله‌ای است که متأسفانه در بسیاری از جوامع به آن اهمیت چندانی داده نمی‌شود و اگر از فردی خواسته شود تا برای بررسی سلامت روان خود نزد روان‌پزشک یا روان‌شناس برود، آن فرد در برابر مراجعه به پزشک از خود واکنش منفی نشان می‌دهد. این در حالی است که پرداختن به بحث سلامت روان در کنار سلامت جسم، یکی از ارکان اساسی حفظ سلامت و تندرستی در بسیاری از کشورهای پیشرفته‌است. به‌طور کلی، آرامش در کنار مدیریت هیجان و شناخت از خود، جزو اصول اولیه حفظ سلامت روان محسوب می‌شوند. از تاب آوری هم به‌عنوان بهترین پیش بینی کننده سلامت یاد شده است. زمانی ما می‌توانیم دربارهٔ سلامت روان خود صحبت کنیم که بدانیم توانایی کنترل هیجانات، مخصوصاً هیجانات منفی و ناگهانی خود را داریم. کنترل یا مدیریت هیجانات نشانه‌ای از تاب‌آوری است که به افراد کمک می‌کند در شرایط چالش‌برانگیز ثبات خود را حفظ کنند. تاب‌آوری بهترین پیش‌بینی‌کننده سلامت است.

## سلامت زنان
سلامت زنان یکی از مهم‌ترین مسائل در زندگی زنان است. زنان باید به سلامت خود اهمیت دهند تا بتوانند سلامت دیگر اعضای خانواده را تضمین کنند. سلامت زنان شامل تغذیه مناسب، حفظ تناسب اندام، انجام آزمایش‌های غربالگری، انجام چکاپ‌های ماهانه و توجه به زیبایی و سلامت پوست و مو است. سلامت زنان از دوران بلوغ، اهمیت ویژه‌ای پیدا می‌کند. از آنجایی که دختران جوان، باید برای بارداری آماده شوند، نیاز به پیگیری بیشتری برای حفظ سلامتی خود دارند. روزانه ۳۰ دقیقه ورزش، می‌تواند به حفظ سلامت زنان و تناسب اندام آن‌ها کمک کند. برای داشتن اندامی متناسب، زنان باید تغذیه مناسبی نیز داشته باشند.
برای توجه به سلامت زنان، نیاز به انجام آزمایش‌هایی از قبیل تست پاپ‌اسمیر، ماموگرافی، آزمایش کامل خون، آزمایش‌ها غربالگری سرطان‌های زنانه مانند سرطان رحم، سرطان تخمدان و سرطان پستان است. سلامت زنان از نظر روانشناختی نیز باید تأمین شود. بسیاری از زنان، به ویژه زنان خانه‌دار، به دلیل ابتلا به روزمرگی دچار افسردگی می‌شوند و همین حس بد به سایر اعضای خانواده نیز منتقل می‌شود. بیماری‌هایی مانند چاقی، دیابت، پوکی استخوان و مشکلات قلبی عروقی همیشه در کمین زنان هستند. سلامت زنان حتی در سنین یائسگی نیز از اهمیت ویژه‌ای برخوردار است.
در این دوران تغییرات هورمونی باعث بروز بسیاری مشکلات از جمله پوکی استخوان می‌شود. به همین خاطر است که از دوران جوانی باید به سلامت زنان اهمیت داد تا در دوران سالمندی با مشکلات زیادی روبه‌رو نشوند. در حوزه سلامت زنان، ورزش یکی از ملزومات زندگی زنان است که متأسفانه توسط بسیاری از زنان نادیده گرفته می‌شود. ورزش‌هایی مانند شنا، یوگا، پیاده‌روی، دوچرخه سواری، ایروبیک بهترین گزینه برای حفظ سلامت زنان هستند. زنانی که به این امر توجه دارند کمتر دچار اضافه وزن و چاقی که مادر بسیاری از بیماری‌هاست، می‌شوند.

## سلامت کودکان
علاوه بر تربیت و حمایت، یکی دیگر از مهم‌ترین وظایف پدر و مادر در بزرگ کردن فرزندان، توجه به سلامت کودکان است. برای اینکه سلامت کودکان تضمین شود، بهترین کار این است که از همان دوران بارداری و حتی پیش از آن، به نیازهای کودک توجه شود. سلامت کودکان، شامل حوزه‌های مختلفی از جمله سلامت جسم، سلامت روان، نحوه برخورد با کودکان و تربیت آن‌ها می‌شود. به منظور حفظ سلامت کودکان، والدین موظف هستند بهترین شرایط زندگی را برای کودک فراهم کنند. ایجاد محیطی آرام و امن، تأمین نیازهای کودک از نظر پوشاک، خوراک و تحصیل و رسیدگی به امور تربیتی کودک، فاکتورهای اولیهٔ تضمین سلامت کودکان هستند.
کودکان همواره در حال رشد هستند بنابراین باید به تغذیه آن‌ها و دریافت کامل مواد معدنی و ریزمغذی‌ها توجه ویژه‌ای شود. اگر سلامت کودکان نادیده گرفته شود، کودک با مشکلات بسیاری در آینده روبه‌رو خواهد شد و چه بسا مشکلات تا آخر عمر همراه او باشند. در حوزه سلامت کودکان، مبحث سلامت روان بسیار حائز اهمیت است. اگر والدین از سلامت روانی برخوردار نباشند و محیط خانه برای کودک به نحوی نباشد که از بودن در آن لذت ببرد، در آینده با فردی روبه‌رو خواهیم بود که همانند والدین خود اطرافیان را آزار می‌دهد.
والدینی که به سلامت کودکان اهمیت می‌دهند، به کمک بازی و تفریح، مسائل تربیتی را به آن‌ها آموزش می‌دهند. امروزه بازی‌ها و کتاب‌های بسیاری در دسترس هستند که اخلاقیات و آداب صحیح انجام هر کاری را به کودک آموزش می‌دهند. به منظور تأمین سلامت کودکان، بهتر است مادر براساس یک برنامه منظم، به تغذیه و واکسیناسیون کودک رسیدگی کند. سلامت کودکان برای جامعه نیز مهم است به همین خاطر بخش پزشکی کشور از ابتدای بارداری مادران به دنبال غربال کردن کودکان و در صورت امکان درمان آن‌ها است. در دوران کودکی و مدرسه نیز آزمایش‌های غربالگری و واکسیناسیون جمعی انجام می‌شود تا به تدریج برخی از بیماری‌ها به‌طور کلی در جامعه ریشه‌کن شود تا جامعه در آینده متحمل هزینه‌های بیشتری برای درمان نشود.

## سلامت مردان
سلامت مردان یکی از موضوعات قابل اهمیت و مورد بحث در هر جامعه است. از آنجا که معمولاً آقایان به سلامتی خود کمی بی‌توجه هستند و کمتر از خانم‌ها به پزشک مراجعه می‌کنند، بنابراین، پرداختن به «سلامت مردان» در جامعه، از اهمیت بالایی برخوردار می‌شود. یکی از مواردی که سلامت مردان را تحت‌الشعاع خود قرار می‌دهد و زمینه‌ساز ابتلا به بسیاری از بیماری‌های دیگر در آن‌ها می‌شود، بیماری دیابت است. ابتلا به بیماری دیابت، از چند جهت سلامت مردان را به خطر می‌اندازد؛ یعنی هم شانس ابتلا به بیماری‌های قلبی را در آن‌ها افزایش می‌دهد و هم خطر ابتلا به ناراحتی‌های چشمی و کلیوی را در آن‌ها بالا می‌برد.
سلامت مردان، فقط با توجهِ به بیماری‌هایی که آن‌ها را در معرض خطر قرار می‌دهد، تهدید نمی‌کند؛ بلکه می‌تواند در اثر رعایت نکردن سبک زندگی سالم هم به خطر بیفتد. سلامت مردان را می‌توان با چند توصیه کاربردی به آن‌ها تأمین کرد: ورزش منظم و روزانه، مصرف روزانه حداقل ۵ وعده میوه و سبزی خام و تازه، کاهش مصرف غذاهای سرخ‌شده، کم کردن مصرف چربی و نوشیدن حداقل ۸ لیوان آب ساده در طول روز. سلامت مردان با یک عامل به ظاهر ساده دیگر هم به خطر می‌افتد و آن عامل، چیزی نیست جز نور آفتاب. نور آفتاب می‌تواند سلامت مردان را از نظر ابتلا به پیری زودرس پوست یا حتی سرطان پوست به خطر بیندازد.

## سلامت سالمندان
سلامت سالمندان در دوران سالمندی به شدت به مراقبت‌های دوران جوانی و میانسالی آن‌ها بستگی دارد. سلامت سالمندان از نظر جسمی، شامل چکاپ‌های دوره‌ای برای تشخیص و درمان زودرس بیماری‌های احتمالی و مراقبت از آن‌ها در برابر بیماری‌هایی که به آن‌ها مبتلا هستند، می‌شود. وقتی بحث از سلامت سالمندان به میان می‌آید، بیشتر ما یاد بیماری‌هایی مانند بیماری‌های قلبی، دیابت یا فشار خون می‌افتیم اما بخش بزرگی از سلامت سالمندان به سلامت روان آن‌ها برمی‌گردد.
حفظ سلامت سالمندان از منظر سلامت روان آن‌ها، گاهی بسیار ساده و تنها وابسته به حفظ روابط عاطفی اطرافیان فرد سالمند با او است. اگر فرزندان یا نوه‌ها بخواهند سلامت سالمندان خود را از نظر روانی در منزل تأمین کنند، کافی است که کمی بیشتر به آن‌ها توجه داشته باشند؛ حواسشان به آزمایش‌های دوره‌ای آن‌ها باشد؛ حداقل روزی یک بار به آن‌ها سر بزنند؛ با اجازه خودشان و طوری‌که حس ترحم به آن‌ها دست ندهد گاهی برای‌شان غذا درست کنند؛ با آن‌ها به پارک و خرید بروند و خلاصه با همه این کارهای کوچک و ساده، قدم بزرگی در بهبود وضعیت سلامت سالمندان از نظر روانی و البته جسمانی بردارند. سلامت سالمندان از نظر جسمانی هم به شدت به نوع خودمراقبتی آن‌ها و مراقبت‌های اطرافیان از آن‌ها بستگی دارد.
یعنی اگر سلامت سالمندان بخواهد در اولویت بسته سلامتی خانواده قرار بگیرد، باید تمام آیتم‌های سلامتی او مانند فشارخون، قند خون و چربی خون به صورت دوره‌ای چک شود. وقتی از سلامت سالمندان حرف می‌زنیم، باید وضعیت آن‌ها از نظر بیماری‌های شناختی مانند آلزایمر یا زوال عقل را هم در نظر بگیریم. سلامت سالمندان از نظر وضعیت شناختی، زمانی تأمین می‌شود که فرد پیش از رسیدن به دوره سالمندی، فعالیت‌های مغزی کافی مانند مطالعه، بازی فکری یا یادگیری مداوم را داشته باشد تا مغز او با رسیدن به سنین بالا، توانایی‌های بالقوه خود را از دست ندهد.

## سلامت اجتماعی
سلامت اجتماعی به معنای توانایی فرد در انجام مؤثر و کارآمد نقش‌های اجتماعی و برقراری روابط مثبت با دیگران است. سلامت اجتماعی به معنای توانایی فرد برای برقراری ارتباطات مؤثر و رضایت‌بخش با دیگران و محیط اجتماعی خود است. این مفهوم شامل توانایی مدیریت تعارضات به شیوه‌ای سالم و اخلاقی و ایجاد تعاملات مثبت در زمان‌های مناسب می‌باشد.
سلامت اجتماعی نه تنها به کیفیت روابط بین فردی اشاره دارد، بلکه به نحوه عملکرد فرد در جامعه و توانایی او در ایفای نقش‌های اجتماعی نیز مرتبط است. به عبارت دیگر، سلامت اجتماعی به ارزیابی شرایط فرد در جامعه و توانایی او در انجام وظایف اجتماعی بدون آسیب رساندن به دیگران اشاره دارد.
سلامت اجتماعی مفهومی چند بعدی است که به وضعیت و کیفیت روابط اجتماعی افراد در یک جامعه اشاره دارد. این مفهوم نه تنها به سلامت فردی بلکه به سلامت کلی جامعه نیز مرتبط است. سلامت اجتماعی به عنوان یک حالت رفاه در روابط اجتماعی و تعاملات فردی تعریف می‌شود. این مفهوم به دو سطح کلان و خرد تقسیم می‌شود:
1.سطح کلان: در این سطح، سلامت اجتماعی به وضعیت کلی جامعه اشاره دارد و شامل شاخص‌هایی مانند میزان فقر، آموزش، جرم، آلودگی‌های زیست‌محیطی و آزادی‌های مدنی است. به عبارتی، جامعه‌ای که این شاخص‌ها را در وضعیت مطلوبی داشته باشد، به عنوان یک جامعه سالم شناخته می‌شود.
سلامت اجتماعی در سطح کلان به بررسی وضعیت کلی جامعه و شاخص‌های مرتبط با آن می‌پردازد. این مفهوم شامل عواملی چون فقر، آموزش، جرم، آلودگی‌های زیست‌محیطی و آزادی‌های مدنی است.
سلامت اجتماعی را می‌توان با استفاده از نشانگرهایی مانند میزان مرگ‌ومیر، مرگ‌ومیر شیرخواران و امید به زندگی ارزیابی کرد. در یک جامعه سالم، افراد احساس تعلق و مشارکت اجتماعی دارند و این امر به کاهش تنش‌ها و بحران‌های اجتماعی کمک می‌کند. به همین دلیل، ارتقای سلامت اجتماعی به عنوان یک هدف کلان در سیاست‌گذاری‌های اجتماعی اهمیت دارد
2. سطح خرد: در این سطح، سلامت اجتماعی به تعاملات فردی و روابط اجتماعی افراد مربوط می‌شود. این شامل مهارت‌های اجتماعی، سازگاری فرد با محیط و کیفیت ارتباطات فردی است. افراد باید بتوانند به خوبی با دیگران کنار بیایند و روابط مثبت و پایدار ایجاد کنند. سلامت اجتماعی در سطح خرد به روابط و تعاملات فردی و اجتماعی اشاره دارد که بر کیفیت زندگی افراد تأثیر می‌گذارد.